# لويس-إفرام أوليفييه
لويس-إفرام أوليفييه هو سياسي كندي، ولد في 28 أغسطس 1848 في ليفيس في كندا، وتوفي في 21 ديسمبر 1882. نشط حزبياً في الحزب الليبرالي الكندي. وقد انتخب عضو مجلس العموم الكندي.